# Aligaz von Yejju
Aligaz von Yejju (Aligaz Gwangul, † 1803) war der Ras von Begemder und Inderase (Regent) des Kaiserreichs Abessinien. Er war der Sohn von Abba Seru Gwangul und Bruder von Ali I. von Yejju; er wurde sowohl Ras, als auch Inderase nach Alis Tod. Aligaz hatte vier Söhne: Dejazmach Birru, Dejazmach Gobeze, Dejazmach Faris und Dejazmach Gojjee.

## Leben
Aligaz kämpfte und tötete 1788 Wolde Gabriel, den Sohn des Ras Michael Sehul in der Schlacht von Madab. Obwohl Tekle Giyorgis I. durch diese Schlacht sofort wieder als alleiniger Kaiser eingesetzt wurde, ging mit Ras Alis Tod kurz nach der Schlacht der Posten des Inderase an Aligaz über, der daraufhin Hezqeyas als Kaiser unterstützte, sodass Tekle Giyorgis „im Wind hing“ („hang in the wind“). Obwohl ihm jede wirksame Unterstützungs fehlte, blieb Tekle Giyorgis in den folgenden Jahren ein Dorn im Auge von Aligaz und entließ seine Verwandten 1789 sogar aus dem kaiserlichen Gefängnis in Wehni. Aligaz erlangt schließlich die Kontrolle über Tekle Giyorgis, als der Kaiser nach zwei Jahren als Shifta zu Aligaz kam, um seine Unterstützung zu suchen, aber stattdessen in Emakina eingesperrt wurde.
Tekle Giyorgis war jedoch nicht Aligaz’ einziges Problem. Während eines Großteils des ersten Jahres von Hezekiahs Herrschaft konnte Aligaz diesen Kaiser nicht direkt unterstützen, da er alle Hände voll damit zu tun hatte, seine eigene Position unter den Yejju zu festigen, zu denen auch die Opposition von Mitgliedern seiner eigenen Familie wie Dejazmach Alula, dem Fitawrari Sadiq und dem Jantirar Yasufe gehörte. Crummey berichtet von einer Überlieferung, wonach Aligaz seiner Schwester Kafay Unrecht getan habe, eine Kränkung, die den offensichtlichen Konflikt zwischen Aligaz und seinen Neffen Gugsa und Alula erklären könnte, deren wichtigster Gönner er ansonsten zu sein scheint.
Nachdem Tekle Giyorgis sicher aus dem Weg war, traf sich sein Marionettenkaiser Hezekiah mit Abuna Yosab und Ichege Wolde Iyasus, wo alle vereinbarten, sich „nicht den Galla zu unterwerfen“ – ein klarer Hinweis auf Aligaz oder seine Familie nach der Bezeichnung „Galla“ für Mitglieder der Oromo (Yejju). Die Königliche Chronik berichtet, dass später im selben Jahr eine Schlacht bei Gondar stattfand, in welcher der Kaiser und die beiden Führer der äthiopischen Kirche besiegt wurden. „Und als die Galla kamen, geschah all dies.“
Um Aligaz zu stürzen, ließ Haile Wand Bewossen 1793 Tekle Giyorgis frei, nachdem der Kaiser zwei Jahre und acht Monate lang eingesperrt gewesen war. Tekle Giyorgis marschierte daraufhin gegen seinen Rivalen Hezekiah, der in Gondar residierte. Hezekiah verließ Gondar und suchte Hilfe bei Dejazmach Haile Eshte. Aligaz schloss sich ihnen an. In diesem Jahr folgten eine Reihe von Schlachten, die dazu führten, dass Hezekiah allein nach Dengel Ber floh.
Diese Niederlagen führten auch zum Sturz von Aligaz als Herrscher der Yejju. Als Hezekiah Ende 1793 an der Spitze einer Armee nach Gondar zurückkehrte, zählte Dejazmach Gugsa, Aligaz’ Neffe, zu seinen Anhängern. Nach vierzehn Jahren als Enderase starb Aligaz Gwangul 1803 an einer Krankheit. Seine Herrschaft war von bedeutenden Bürgerkriegen geprägt, weshalb er während seiner Amtszeit als Enderase nicht durchgehend die volle Macht ausübte. Ras Asrat und Ras Wolde Gabriel errangen entscheidende Siege gegen ihn und vertrieben ihn zeitweise aus Begemeder, das sie zeitweise regierten. Nach dem Machtübergang von Aligaz zu Gugsa wurden Aligaz’ Söhne zu Untertanen von Gugsa.